# Tschernichita
La tschernichita és un mineral de la classe dels silicats, que pertany al grup de les zeolites. Rep el nom en honor de Rudy Warren Tschernich (1945 - 26 de desembre de 2017), geòleg, conservador i expert en minerals zeolítics, qui va trobar l'exemplar. Va escriure el llibre Zeolites del món.

## Característiques
La tschernichita és un silicat de fórmula química (Ca,Na₂)[Al₂Si₄O₁₂]·4-8H₂O. Va ser aprovada com a espècie vàlida per l'Associació Mineralògica Internacional l'any 1989, sent publicada per primera vegada el 1991. Cristal·litza en el sistema tetragonal. La seva duresa a l'escala de Mohs és 4,5.
Segons la classificació de Nickel-Strunz, la tschernichita pertany a «09.GF - Tectosilicats amb H₂O zeolítica; altres zeolites rares» juntament amb els següents minerals: terranovaïta, gottardiïta, lovdarita, gaultita, chiavennita, mutinaïta, tschörtnerita, thornasita i direnzoïta.
L'exemplar que va servir per a determinar l'espècie, el que es coneix com a material tipus, es troba conservat al Museu Nacional d'Història Natural, l'Smithsonian, situat a Washington DC (Estats Units).

## Formació i jaciments
Va ser descoberta a Neer Road, a la localitat de Goble, dins el comtat de Colúmbia (Oregon, Estats Units). També ha estat descrita a Costa Rica, Polònia, Hongria, Txèquia, Nova Zelanda i a l'Antàrtida.